# Arboretum Wojsławice

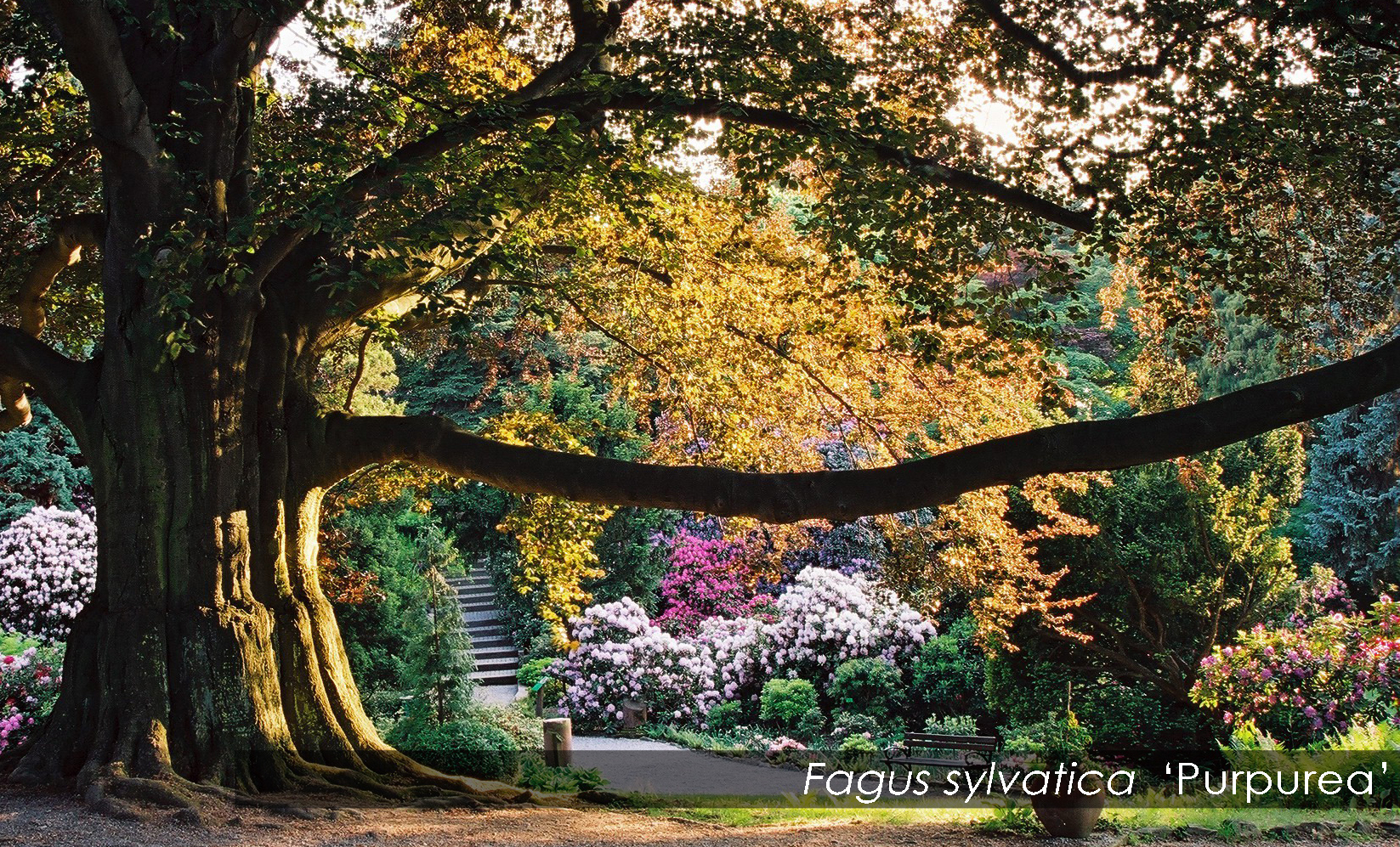
Buk zwyczajny forma czerwonolistna (Fagus sylvatica f. purpurea)

Arboretum Wojsławice Ogród Botaniczny Uniwersytetu Wrocławskiego – ogród botaniczny na terenie Niemczy w woj. dolnośląskim. W 1988 roku włączony w struktury Ogrodu Botanicznego Uniwersytetu Wrocławskiego. Arboretum znane jest z bogatego zbioru różaneczników i azalii, liliowców, bukszpanów, piwonii oraz rzadkich gatunków i odmian drzew oraz krzewów. W 2019 roku otwarto w nim Polski Ogród Milenijny, gdzie zgromadzono unikatową kolekcję odmian roślin polskiej hodowli oraz gatunki roślin zagrożonych, ginących i chronionych.
Wojsławice położone są 50 km na południe od Wrocławia i 2 km na wschód od Niemczy, na obszarze chronionego krajobrazu Wzgórz Niemczańsko-Strzelińskich. Administracyjnie należą do gminy Niemcza w powiecie dzierżoniowskim. Okolice Niemczy to ukształtowane południkowo pasma Wzgórz Gumińskich, Dębowych i Krzyżowych, o zróżnicowanej budowie geologicznej, poprzecinane łagodnymi jarami i wąwozami. Dnem najgłębszego wąwozu, na wysokości 150–200 m n.p.m. płynie z południa na północ rzeka Ślęza, zasilana licznymi potokami. Nad jednym z jej prawobrzeżnych dopływów, w malowniczej kotlinie, na północnych stokach Wzgórz Dębowych na wysokości 213–320 m n.p.m. położone jest Arboretum w Wojsławicach.
Kolekcja obejmuje 6532 gatunków i odmian roślin drzewiastych oraz 7445 gatunków i odmian bylin. Znajdujące się tam kolekcje różaneczników (Rhododendron – 1350 gatunków i odmian) – w tym historyczne odmiany różaneczników Seidla (124 odmiany), liliowców (Hemerocallis – 3550 gatunków i odmian) oraz bukszpanów (Buxus – 144 gatunki i odmiany) uznane zostały przez Polskie Towarzystwo Ogrodów Botanicznych za Kolekcje Narodowe. W sierpniu 2021 r. w arboretum zatwierdzono kolejne, 4 Kolekcje Narodowe: hortensji (Hydrangea – 661 taksonów i odmian uprawnych), przedstawicieli rodziny oczarowate (Hamamelidaceae – 162 pozycje), piwonii (Paeonia – 537 pozycji) oraz barwinków (Vinca – około 50 gatunków i odmian).

## Historia

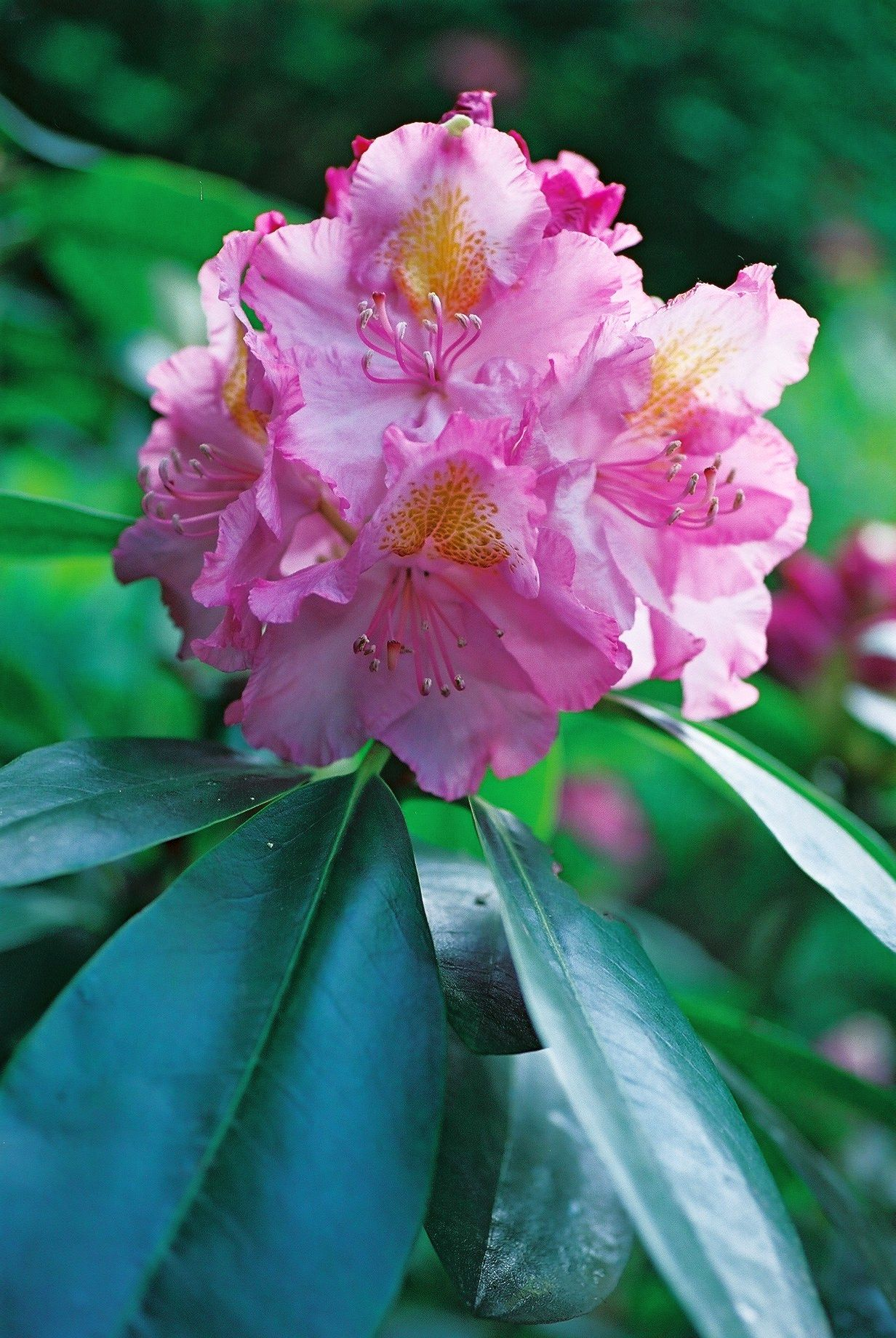
Różanecznik (Rhododendron) 'Von Oheimb Woislowitz'

Datą przyjmowaną obecnie za powstanie Arboretum jest rok 1811, kiedy to właściciele wsi z rodu von Prittwitz i von Aulock aklimatyzowali pierwsze drzewa obcego pochodzenia, głównie północnoamerykańskie. Obecny kształt Arboretum nadał w 1880 roku Fritz von Oheimb (upamiętnia go Staw Fritza), śląski ziemianin oraz znawca roślin. Został on właścicielem 150-hektarowego majątku w Wojsławicach, którego częścią był park romantyczny założony w 1821 r. przez ród von Aulock. Nowy właściciel rozpoczął przebudowę parku, systematycznie gromadząc nowe gatunki roślin, zwłaszcza różaneczniki, które stały się specjalizacją jego hodowli na początku XX wieku. W 1920 r. odnotowano na terenie ogrodu ok. 300 odmian uprawnych różaneczników. Oheimb zmarł w 1928 r. i został pochowany na terenie ogrodu, a jego dzieło kontynuował syn – Arno von Oheimb.
Od 1988 roku funkcję dyrektora ogrodu pełnił dr hab. Tomasz Jan Nowak. Od 2017 roku funkcję tę pełni dr hab. Zygmunt Kącki. Do roku 2020 rolę inspektora ogrodu pełniła mgr inż. Hanna Grzeszczak-Nowak. Funkcję zastępcy dyrektora OBUWr. ds. Arboretum Wojsławice pełni mgr inż. Tomasz Dymny.

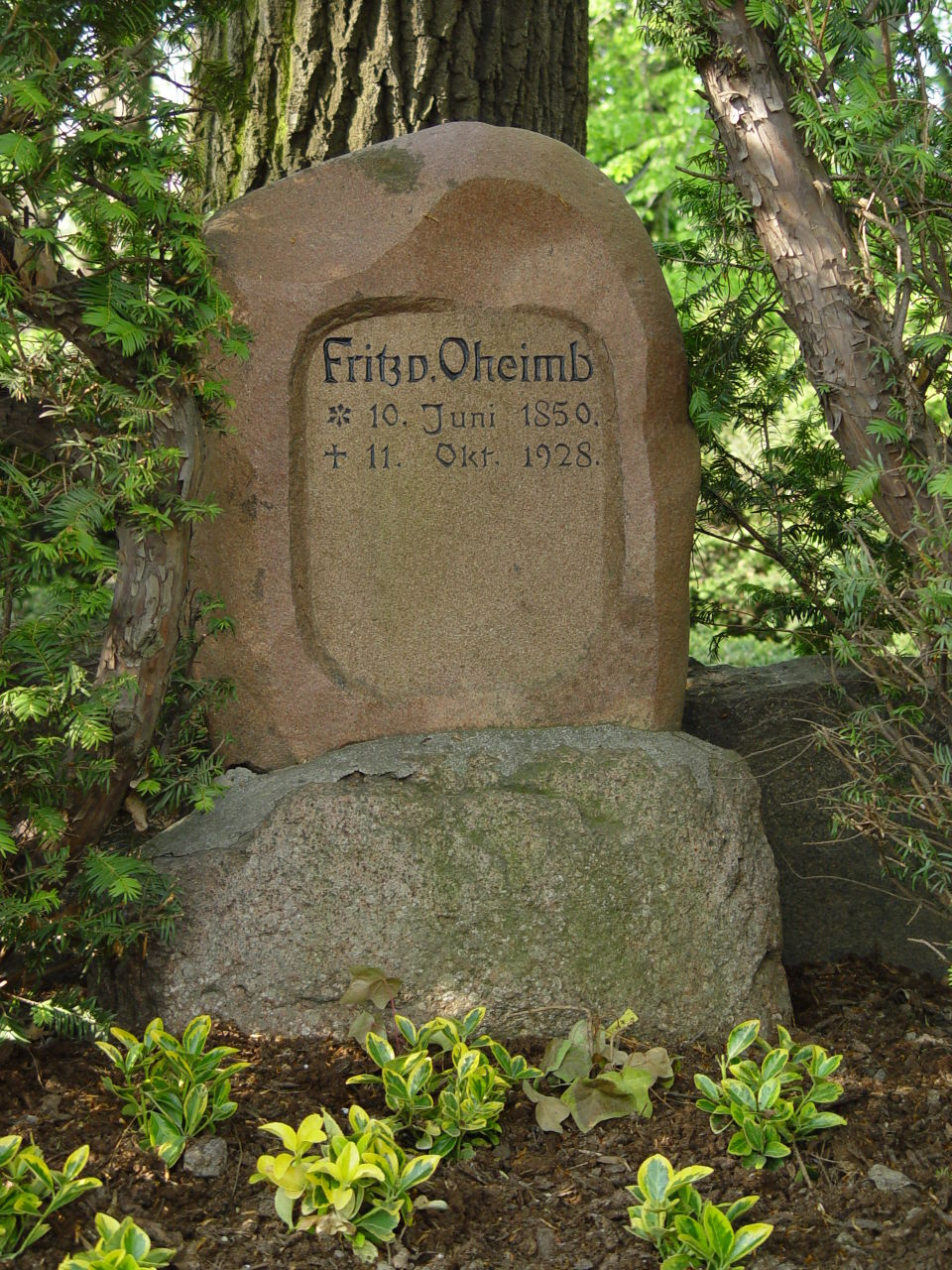
Grób Fritza von Oheimba

### Kalendarium historyczne
- 1111 – książę Bolesław III Krzywousty nadaje za zasługi wojenne rycerzowi Wojsławowi dobra ziemskie koło Niemczy
- 1517 – przekazanie Wojsławic, wraz z folwarkiem i dwoma ogrodami, burmistrzowi Niemczy
- 1559 – posiadłość nabywa książę brzeski Jerzy II i nadaje jej rangę domeny książęcej; z miejscowego kamienia wzniosi dwór i zabudowania folwarczne, zakłada dwa duże ogrody i sady
- 1811 – właściciele wsi z rodu von Prittwitz i von Aulock rozpoczynają urządzanie parku romantycznego; aklimatyzują pierwsze drzewa obcego pochodzenia, głównie północnoamerykańskie
- 1842 – nowy właściciel, baron Friedrich von Cannitz und Dallwiz, remontuje pałac i folwark
- 1880 – dobra wojsławickie kupuje śląski ziemianin Fritz von Oheimb, który nadaje Arboretum współczesny charakter; sprowadza z Drezna nowo poślubioną żonę Bertę i z zapałem przystępuje do zakładania ogrodu różanecznikowego, m.in. sadzi wiele unikatowych roślin
- 1890 – Fritz von Oheimb przekazuje kolekcję różaneczników Ogrodowi Botanicznemu we Wrocławiu
- 1906 – jedna z odmian różanecznika zostaje nazwana imieniem twórcy Arboretum – ‘Von Oheimb Woislowitz’
- 1920 – wojsławickie kolekcje roślinne obejmują 4 tysiące różaneczników w 300 odmianach, 500 piwonii i wiele innych roślin
- 1928 – Fritz von Oheimb umiera w wieku 78 lat; jego dzieło kontynuuje najstarszy syn Arno
- 1946 – wysiedlenie rodziny Oheimbów i przejęcie majątku przez PGR
- 1958 – przekazanie parku niemczańskiej Miejskiej Radzie Narodowej
- 1977 – nadanie rangi Arboretum przez Radę Ogrodów Botanicznych
- 1979 – powierzenie placówki Kombinatowej Hodowli Zwierząt Zarodowych w Dzierżoniowie
- 1983 – wpisanie Arboretum do rejestru zabytków kultury
- 1988 – przejęcie Arboretum przez Ogród Botaniczny Uniwersytetu Wrocławskiego
- 2005 – przyłączenie 54 ha nowych gruntów, w tym zabytkowego folwarku
- 2011 – kolekcje z rodzajów Rhododendron, Hemerocallis i Buxus uzyskują status Polskich Kolekcji Narodowych
- 2013 – przyznanie certyfikatu ogrodu pokazowego Amerykańskiego Towarzystwa Liliowcowego (display garden of the American Hemerocallis Society)
- 2014 – Arboretum zostaje europejską Stacją Oceny Odmian Liliowców (Hemerocallis)
- 2017 – otwarcie GEOretum – w miejscu lokalnego kamieniołomu prezentowane są skały pochodzące z różnych rejonów Dolnego Śląska
- 2018 – Arboretum świętuje 30-lecie swojego istnienia
- 2020 – otwarcie Polskiego Ogrodu Milenijnego
- 2021 – weryfikacja i zatwierdzenie kolejnych 4 kolekcji narodowych rodzajów hortensja, piwonia i barwinek oraz przedstawicieli rodziny oczarowatych
- 2024 – w Europejskim Konkursie Drzewo Roku pierwsze miejsce zajmuje rosnący tu od przełomu XVIII i XIX w. buk „Serce Ogrodu”[8][9]

## Kolekcja

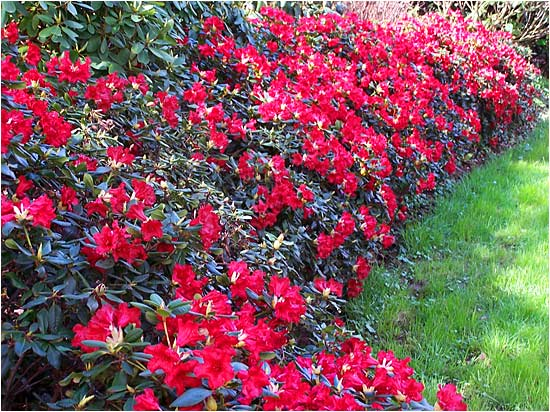
Różaneczniki (Rhododendron)

Placówka spełnia funkcje badawcze i edukacyjne, dlatego wszystkie okazy roślin są szczegółowo udokumentowane.

### Rośliny
W roku 2020 zbiór roślin obejmował:

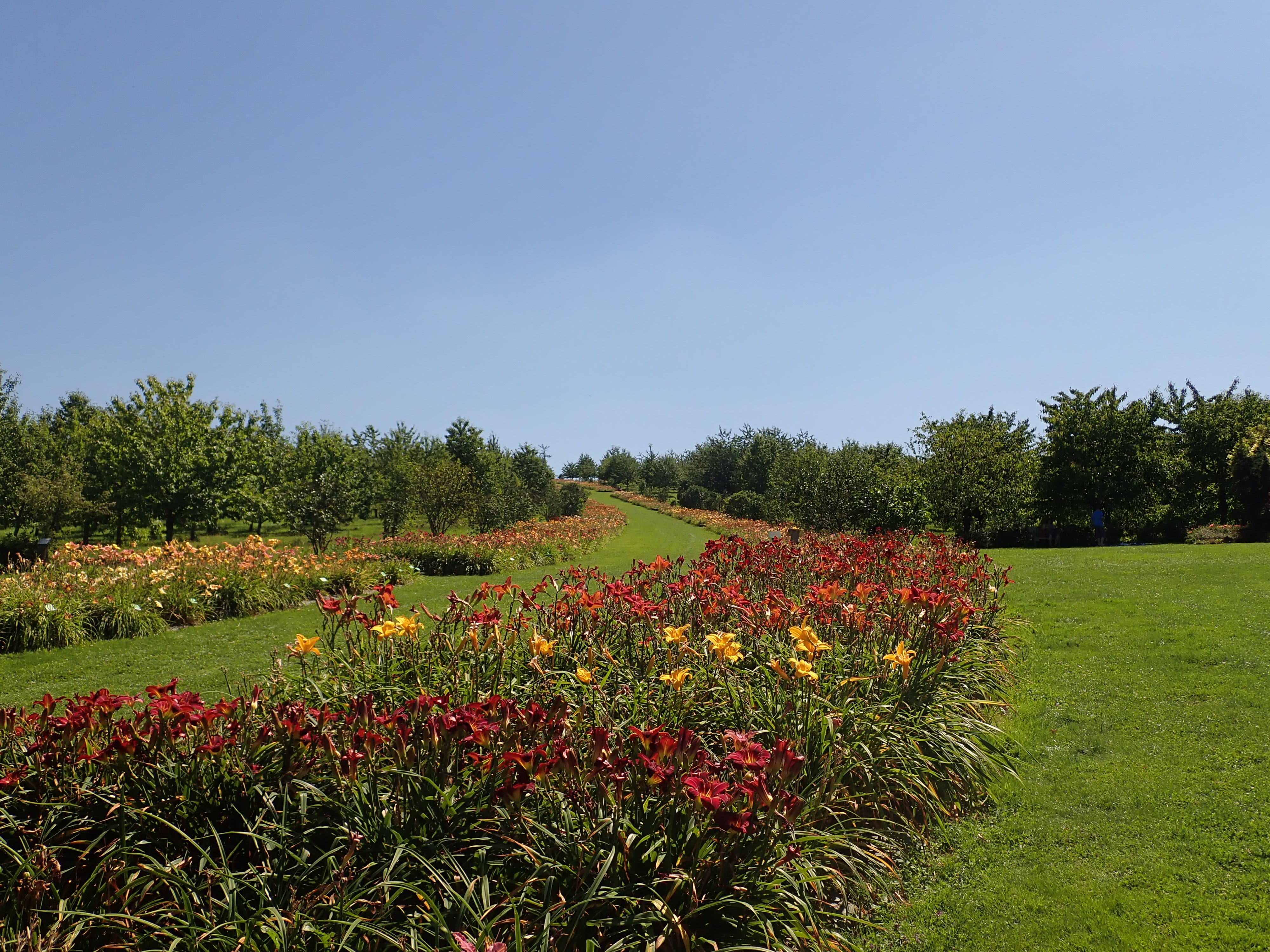
Autostrada liliowców (Hemerocallis)

- drzewa i krzewy: 6565 gatunków i odmian, w tym 886 iglastych i 5646 liściastych,
- rośliny zielne: 7445 gatunków i odmian, w tym 188 paproci.

### Kolekcje główne

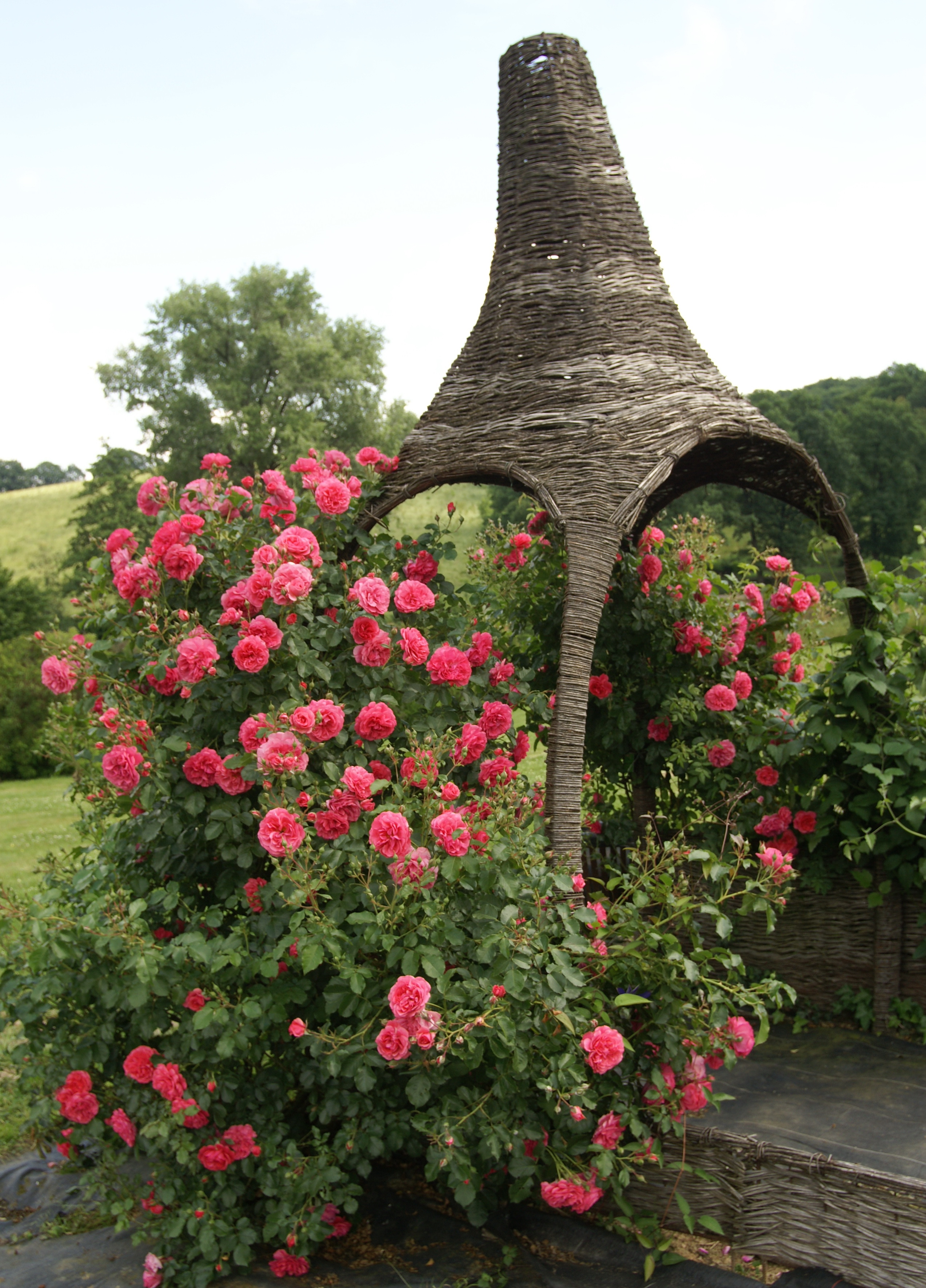
Róża (Rosa) 'Rosarium Uetersen'

- różanecznik (Rhododendron, w tym historyczne odmiany Seidla): 1570 gatunków i odmian[10];
- liliowiec (Hemerocallis): 3982 gatunków i odmian[10];
- bukszpan (Buxus): 159 gatunki i odmiany[10];
- hortensja (Hydrangea): ponad 900 gatunków i odmian[10];
- magnolia (Magnolia): ponad 150 gatunków i odmian[10];
- miłorząb (Ginkgo): prawie 150 odmian[10];
- lilak (Syringa): 168 gatunków i odmian[10];
- jeżówka (Echinacea): ponad 100 gatunków i odmian[10];
- funkia (Hosta): ok. 475 gatunków i odmian[10];
- czereśnia (Prunus – Bank Genów Dolnośląskich Historycznych Odmian Czereśni): 220 gatunków i odmian[10];
- dereń (Cornus): blisko 200 gatunków i odmian[10];

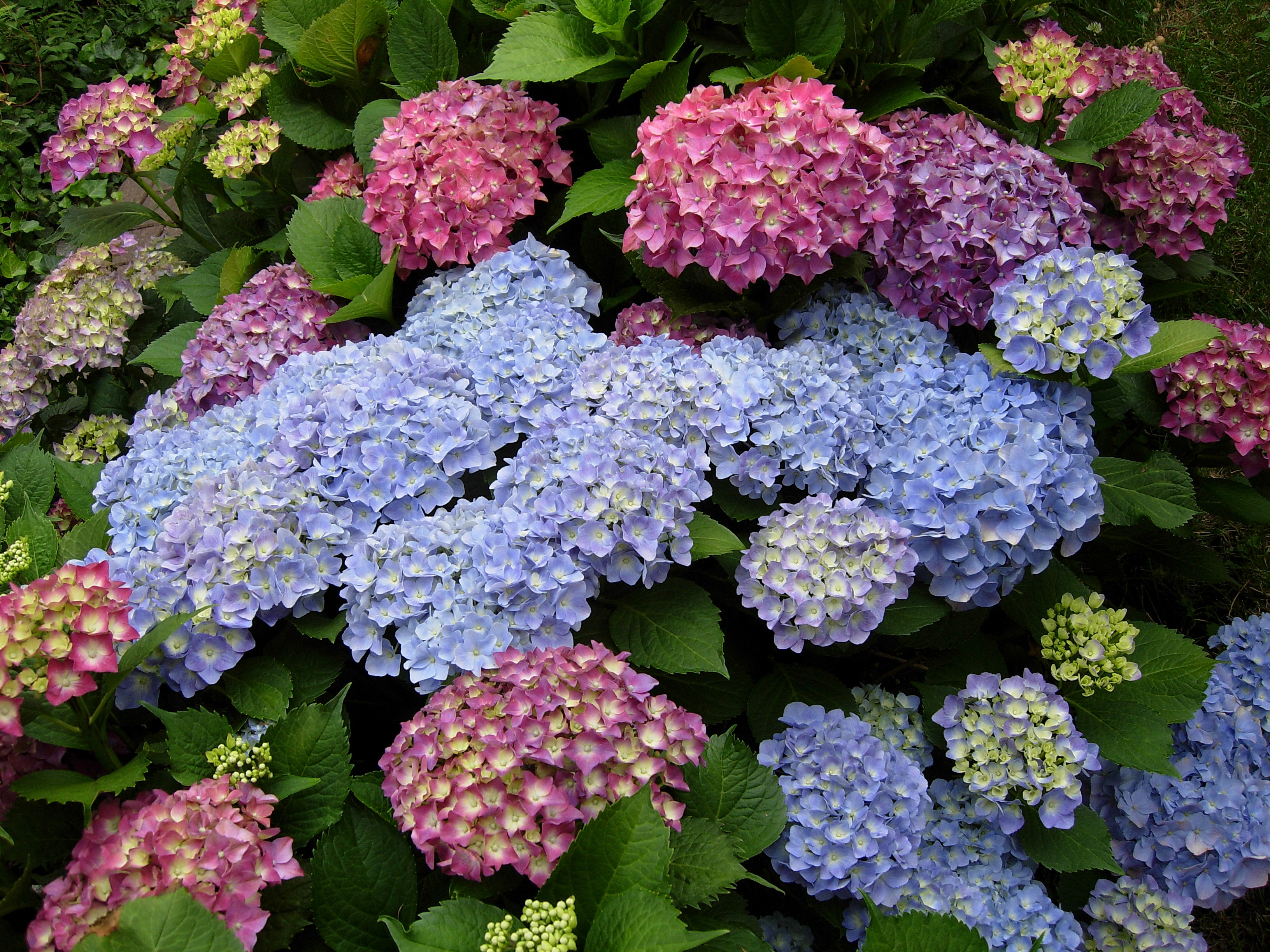
Hortensje (Hydrangea) w pełni kwitnienia – sierpień

Do ciekawszych okazów dendrologicznych ogrodu należą:
- buk zwyczajny (Fagus sylvatica)

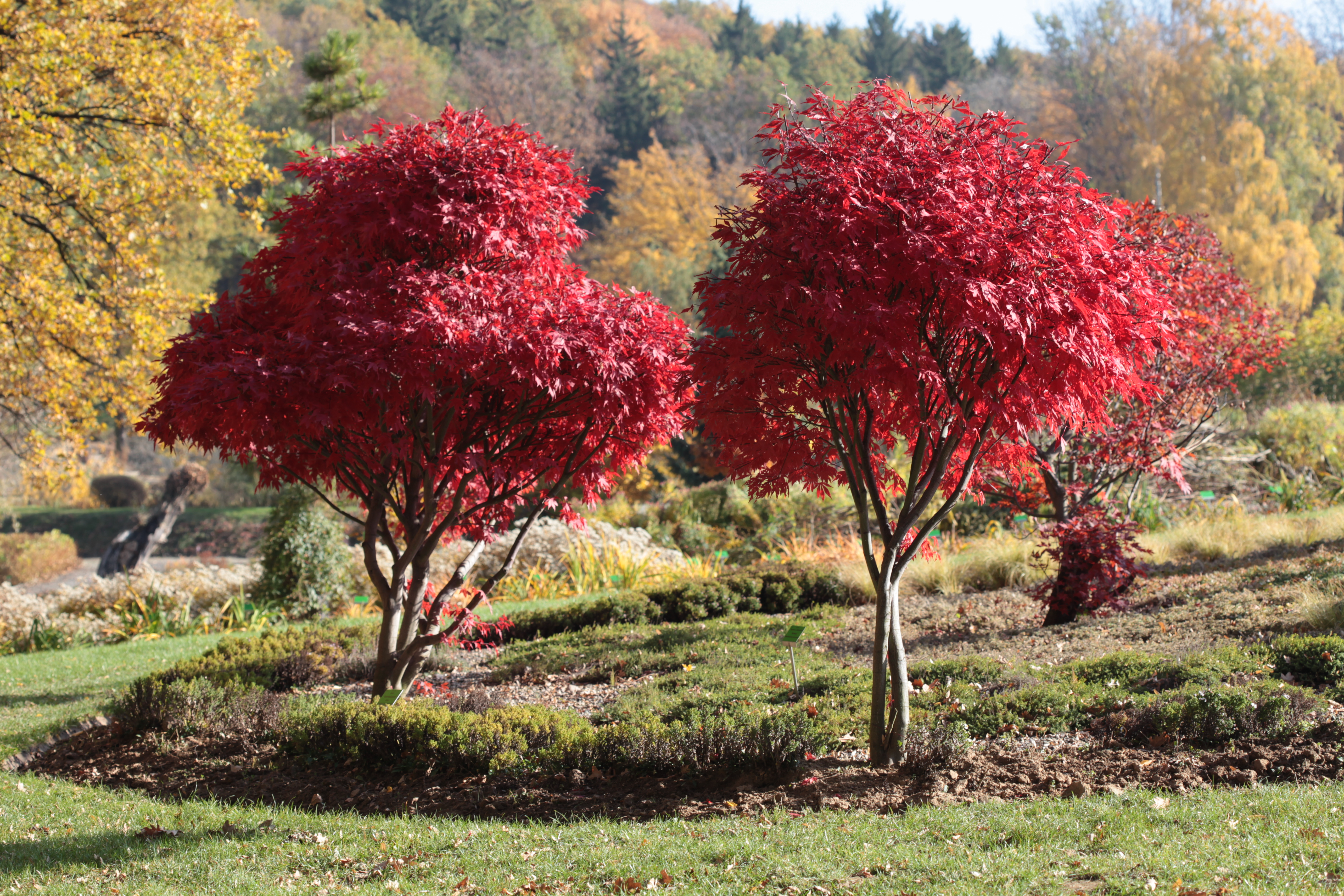
Jesienne kolory klonów palmowych (Acer palmatum)

- buk zwyczajny forma czerwonolistna (Fagus sylvatica f. purpurea); wysokość 24 m, obwód 4 m
- buk zwyczajny odmiana zwisająca czerwonolistna (Fagus sylvatica ‘Purpurea Pendula’), posadzony przez Fritza von Oheimba w okresie międzywojennym, jeden z najstarszych okazów w Polsce
- cedr libański (Cedrus libani), największy i najstarszy (posadzony w 1965) okaz w Polsce; wysokość 21 m, średnica 0,6 m
- cedrzyniec kalifornijski (Calocedrus decurrens)
- choina kanadyjska (Tsuga canadensis)
- cyprysik groszkowy odmiana szpilkowa (Chamaecyparis pisifera ‘Squarrosa’)
- cypryśnik błotny (Taxodium distichum)
- miłorząb dwuklapowy (Ginkgo biloba)
- głowocis japoński (Cephalotaxus harringtonia)
- grab pospolity odmiana kolumnowa (Carpinus betulus ‘Columnaris’)
- hortensja bukietowa odmiana wielokwiatowa (Hydrangea paniculata ‘Grandiflora’)
- hortensja Sargenta (Hydrangea aspera subsp. sargentiana), bardzo duży okaz, posadzony ok. 1900 roku
- jesion wyniosły (Fraxinus excelsior ‘Heterophylla Pendula’), posadzony w okresie międzywojennym, jeden z nielicznych w Polsce
- jodła nikkońska (Abies homolepis)
- kasztan jadalny (Castanea sativa)
- kasztanowiec drobnokwiatowy (Aesculus parviflora), jedna duża kępa z czasów Oheimba
- klon palmowy (Acer palmatium)
- klon polny (Acer campestre ‘Postelense’)
- magnolia japońska (Magnolia kobus)
- mamutowiec olbrzymi (Sequoiadendron giganteum), jeden z zaledwie trzech starych okazów, które przetrwały w polskim klimacie (wysokość 24 m, obwód 310 cm, wyhodowany z nasiona w 1962 r.[11]; w 2018 osiągnął 30 m wysokości i 442 cm obwodu)
- metasekwoja chińska (Metasequoia glyptostroboides)
- palecznik chiński (Decaisnea fargesii)
- perukowiec podolski (Cotinus coggygria)
- sosna rumelijska (Pinus peuce)
- sośnica japońska (Sciadopitys verticillata), największy oraz najstarszy okaz w Polsce (wysokość 15 m, średnica pnia 1,18 m)
- szydlica japońska (Cryptomeria japonica)
- świerk kaukaski (Picea orientalis)
- świerk kłujący odmiana sina (Picea pungens ‘Glauca’)
- tulipanowiec amerykański (Liriodendron tulipifera)
- winorośl japońska (Vitis coignetiae), ponad stuletni, najwyższy w Polsce okaz – ok. 25 m wysokości

## Zabytki
Na terenie Arboretum znajdują się:

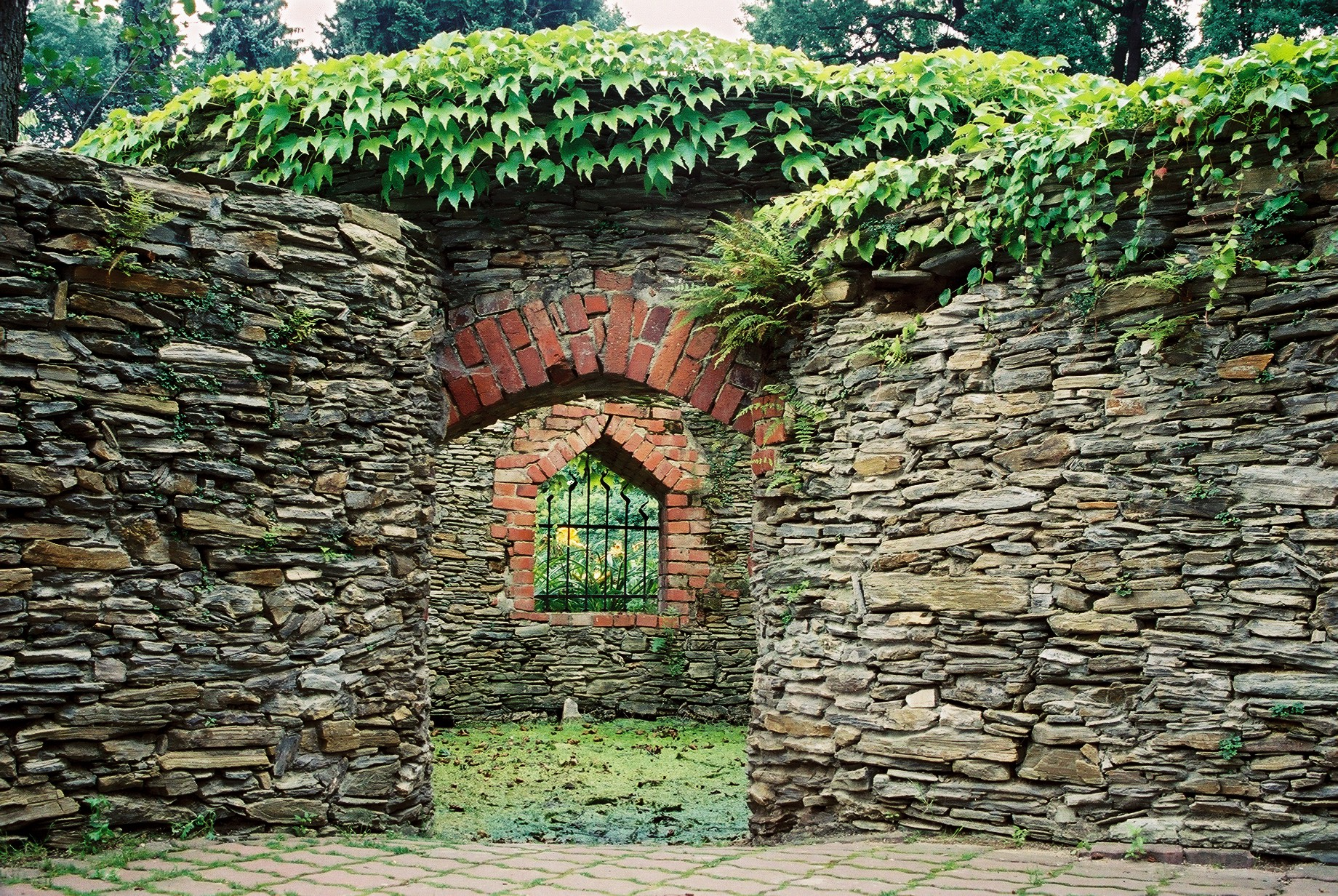
Dawna przebieralnia

- zabytkowy folwark (1844) z odrestaurowaną kuźnią kołową (2005)
- szklarnia sprzed 1880 zbudowana z miejscowego łupka łyszczykowego z zachowanym drenażem z XIX wieku, odnowiona w 1999
- piętrowy dom ogrodnika (około 1900)
- grób założyciela Arboretum – Fritza von Oheimba – z czerwonego granitu (1928)
- liczne kolumny z czerwonego permskiego piaskowca; kamień pochodzi z sudeckich kamieniołomów czerwonego spągowca; kolumny te pochodzą z XIX w. z zabudowań gospodarczych pobliskich wsi
- zabytkowe koło młyńskie z piaskowca

## Turystyka

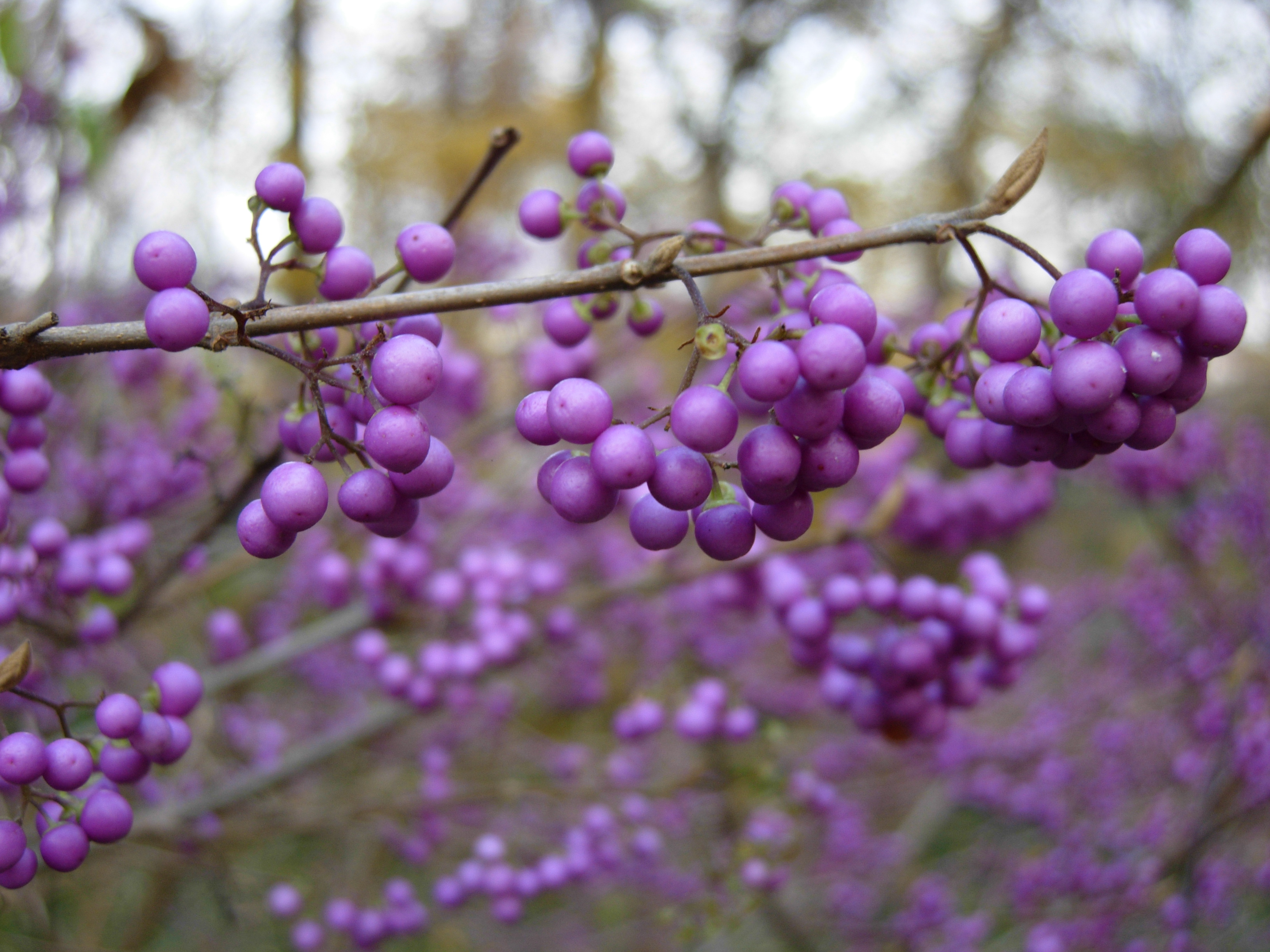
Pięknotka japońska (Callicarpa japonica) i jej jesienne kolory

Arboretum jest czynne dla zwiedzających od maja do września. W maju kwitną różaneczniki i azalie, największa kolekcja w Polsce. Towarzyszą im krzewy z tej samej rodziny wrzosowatych: enkianty, pierisy, kiścienie, kalmie i wrzosy. Oryginalnością kwiatów zadziwiają magnolie oraz wiśnie ozdobne. W czerwcu królują róże – historyczne, okrywowe, miniaturowe i nostalgiczne. Niezwykle dekoracyjne liście prezentują cieniolubne funkie. Na skłonie Ostrej Góry dojrzewają czereśnie – Bank Genów Dolnośląskich Historycznych Odmian Czereśni. W lipcu kwitną liliowce – najbogatsza kolekcja w Polsce (ponad 3,5 tys. odmian). W pełniej krasie są paprocie o koronkowej budowie liści. Puszyste kwiatostany rozwijają tawułki, a pięknym zapachem odurzają jaśminowce. Sierpień zachwyca romantycznymi hortensjami. Kwitną pachnące floksy i bodziszki, otoczone rojami motyli budleje i lawendy, a także wielkokwiatowe powojniki i ketmie. Jesienią najpiękniej prezentuje się dwuhektarowa rabata bylin, na której dominują różnobarwne trawy, astrowate, rozchodniki, nachyłki, zawilce, jeżówki. Wybarwiają się owoce egzotycznych gatunków drzew i krzewów.

### Do dyspozycji Gości
- bezpłatny parking i toalety
- wózek dla niepełnosprawnych

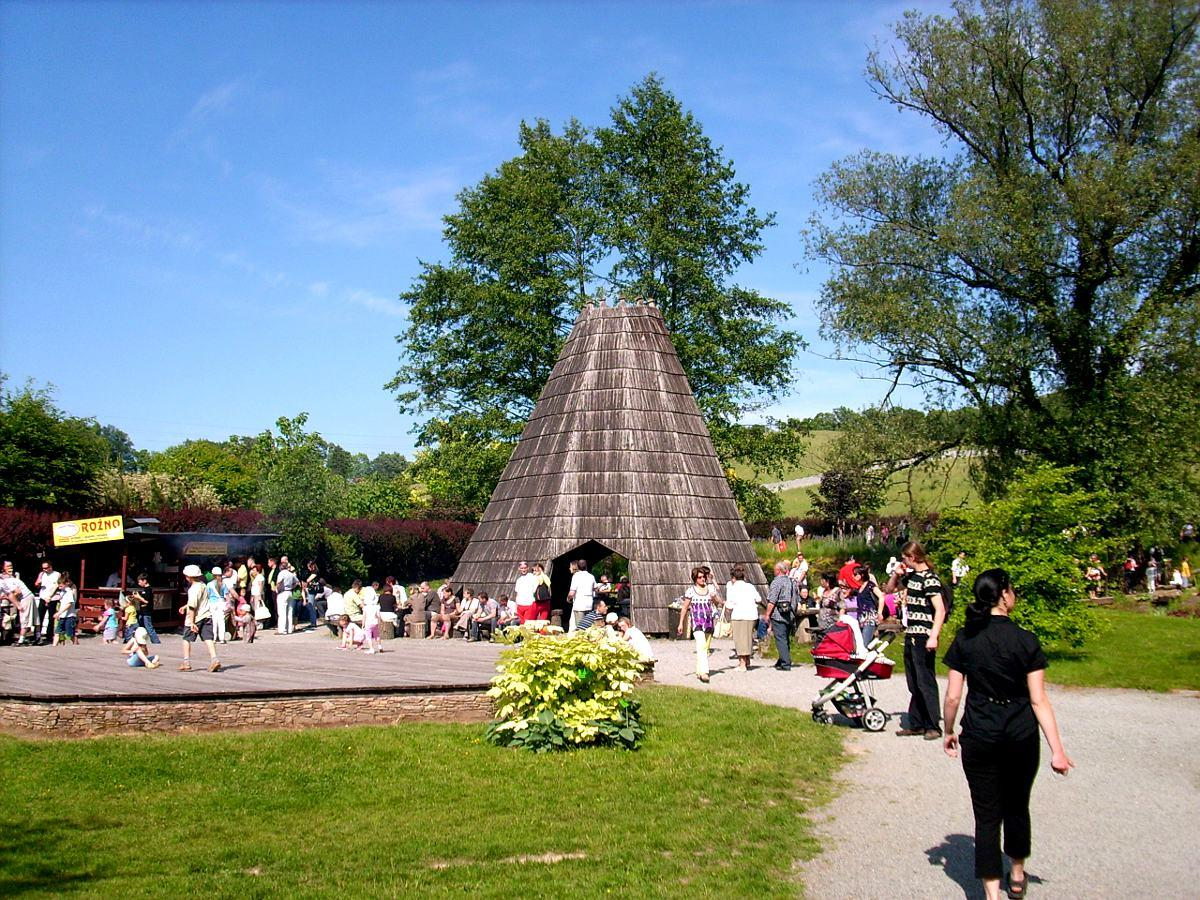
Wigwam

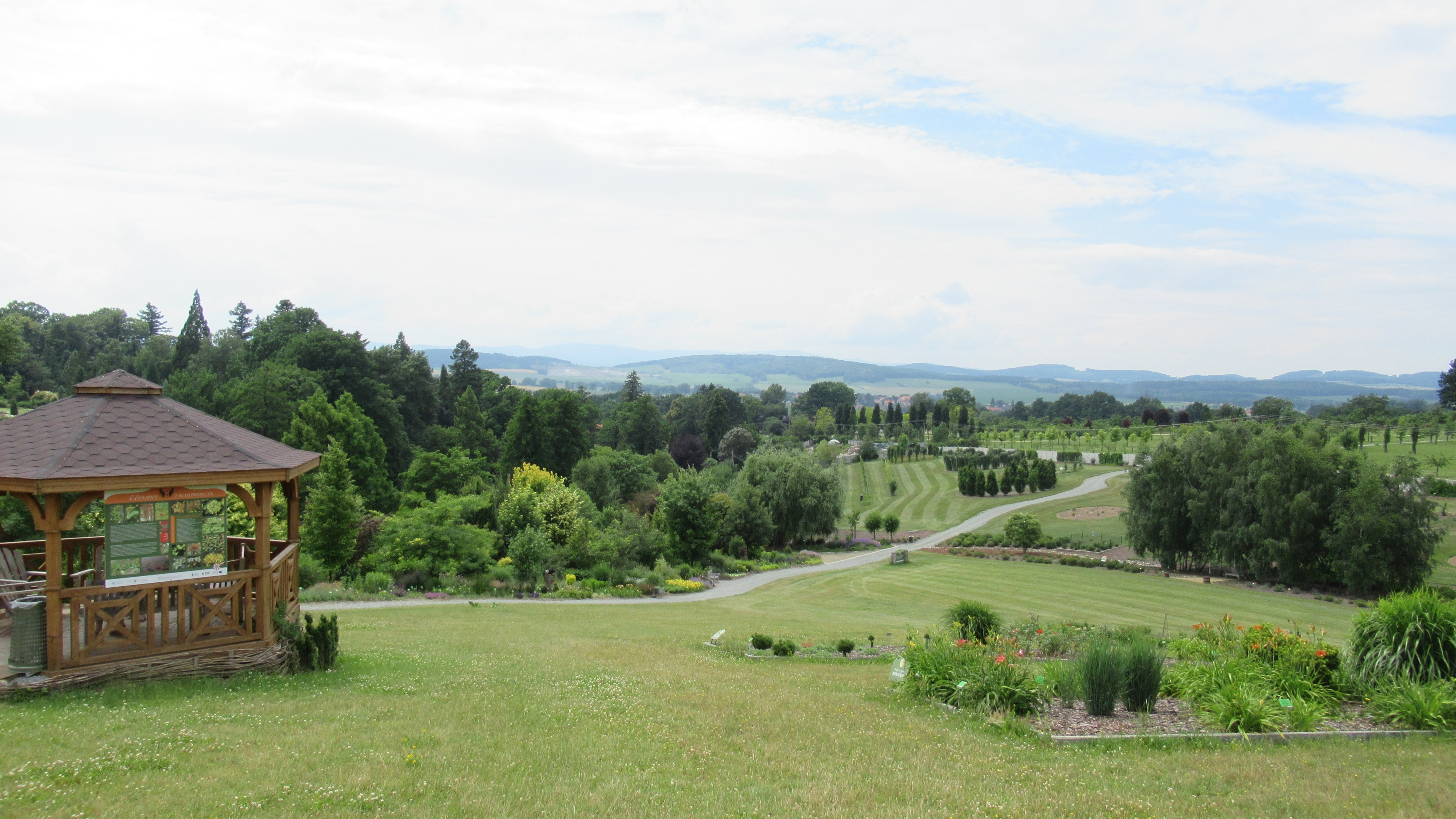
Widok z najwyższej części ogrodu

- miejsce do przewijania małych dzieci
- ratownik medyczny w weekendy i w święta
- internet bezprzewodowy wi-fi
- stoliki z zasilaniem elektrycznym
- teren piknikowy i miejsca do grillowania
- plac zabaw
- łączki do leżenia na własnym kocyku
- dwa punkty gastronomiczne: na folwarku i w ogrodzie
- weekendy tematyczne
- punkt sprzedaży roślin

## Polski Ogród Milenijny
Wiosną 2020 roku w teren ogrodu włączono tworzony od 2017 roku, 5 hektarowy, Polski Ogród Milenijny. Założenie to stanowi prezentację dokonań hodowców w tworzeniu krajowych odmian roślin. Prezentowana kolekcja składa się zarówno z odmian współczesnych, jak również zapomnianych odmian przedwojennych. W altanach umieszczono także tablice dydaktyczne opisujące historię polskiej hodowli twórczej. Dodatkowo, ogród stanowi miejsce ochrony ex-situ gatunków zagrożonych, chronionych i ginących. W założonych 17 uprawach zachowawczych znajdują się gatunki takie jak np.: Linum austracum, Dictamnus albus, Gladiolus palustris, Rosa gallica czy Allium ursinum.
Początkowo tworzona kolekcja składała się z 1000 odmian roślin, tak aby upamiętnić jubileusz 1000 lecia Bitwy pod Niemczą (1017–2017).
Obecnie w kolekcji znajduje się 1987 odmian (stan na 1 września 2020). W ipcu 2024 kolekcja ta liczyła 2462 odmiany.
Z okazji otwarcia ogrodu, nakładem Agencji Promocji Zieleni i Związku Szkółkarzy Polskich, wydana została pozycja „Katalog 1000 Polskich Odmian Roślin” pod. redakcją T. Nowaka i H. Grzeszczak-Nowak.

## Media
W 2014 roku ogrodowi dendrologicznemu w Wojsławicach poświęcony został pierwszy odcinek serii reportaży „Łowcy Przygód MINI” emitowanych w sieci Internet oraz polskich telewizjach kablowych.